# Funzione di utilità CRRA
La forma generale di una funzione di utilità istantanea CRRA (Constant Relative Risk Adversion), cioè con coefficiente di avversione al rischio relativa costante, è:
{\displaystyle U(c_{t})={\frac {c_{t}^{1-\gamma }}{1-\gamma }}\ \forall \gamma >0,\gamma \neq 1}
{\displaystyle U(c_{t})=\log c_{t}\ \ \ {\textrm {se}}\ \gamma =1}
dove {\displaystyle c_{t}} indica il livello di consumo al tempo {\displaystyle t}, {\displaystyle U} indica il livello di utilità istantanea e {\displaystyle \gamma } è un parametro. La funzione di utilità CRRA rientra nella più generale classe di funzioni di utilità HARA.
In questa funzione l'utilità marginale del consumo al tempo {\displaystyle t} è uguale a:
{\displaystyle {\frac {\partial U}{\partial c_{t}}}=c_{t}^{-\gamma }}
Il saggio marginale di sostituzione intertemporale (SMSI), cioè il saggio marginale di sostituzione del consumo al tempo {\displaystyle t} con il consumo al tempo {\displaystyle t+n}, essendo uguale al rapporto tra le utilità marginali dei consumi, è dato dunque da:
{\displaystyle SMSI_{t,t+n}=\left({\frac {c_{t+n}}{c_{t}}}\right)^{\gamma }}
da cui segue:
{\displaystyle \sigma ={\frac {d\log \left({\frac {c_{t+n}}{c_{t}}}\right)}{d\log SMSI_{t,t+n}}}={\frac {1}{\gamma }}}
dove {\displaystyle \sigma } è l'elasticità di sostituzione intertemporale, cioè l'elasticità di sostituzione dei livelli di consumo tra {\displaystyle t+n} e {\displaystyle t}.
Quando la funzione di utilità istantanea è utilizzata per descrivere attitudini al rischio, {\displaystyle \gamma }; può avere un'interpretazione alternativa. Infatti, essendo il coefficiente di avversione al rischio relativa dato dal rapporto (cambiato di segno) tra la derivata seconda e la derivata prima della funzione moltiplicato per la variabile indipendente, in questo caso avremo: 
{\displaystyle R_{R}(c)=-c_{t}{\frac {U''(c_{t})}{U'(c_{t})}}=-c_{t}{\frac {-\gamma c_{t}^{-(\gamma +1)}}{c_{t}^{-\gamma }}}=\gamma }